# Masao Uchino
Masao Uchino, född 21 april 1934 i Japan, död 30 april 2013, var en japansk tidigare fotbollsspelare.